# Unión Deportiva Almería
Maillots
Actualités
L'Unión Deportiva Almería est un club de football espagnol basé à Almería. Fondé en 1989 sous le nom de Almería Club de Fútbol, il évolue actuellement en Liga 2, la deuxième division espagnole, où il joue ses matchs à domicile à l'UD Almería Stadium doté d'une capacité de 15 000 places.

## Historique
- 1989 : fondation du club sous le nom de Almería CF.
- 2001 : le club est renommé UD Almería.
- 2007 : 1re participation à la 1re division espagnole.
- 2011 : relégation en 2e division.
- 2013 : le club remonte en 1re division espagnole.
- 2015 : seconde relégation en 2e division.
- 2022 : promotion en 1re division espagnole.
- 2024 : relégation en 2e division.

## Symboles du club

### Logos

Ancien logo
Logo actuel

### Maillot
À domicile, les couleurs traditionnelles du club sont des rayures rouge et blanches.
Le premier équipementier fut Cejudo de 2001 à 2007. Depuis 2022, la firme britannique Castore équipe le club.
| Période   | Equipementier | Sponsor            |
| --------- | ------------- | ------------------ |
| 2001–2007 | Cejudo        | Obrascampo         |
| 2007–2008 | UDA           | Obrascampo         |
| 2008–2010 | UDA           | Aucun              |
| 2011–2012 | Rasán         | Urcisol            |
| 2012–2019 | Nike          | Urcisol            |
| 2019–2020 | Adidas        | Arabian Centres    |
| 2020–2022 | Puma          | Arabian Centres    |
| 2022-     | Castore       | Khaled Juffali Co. |

## Saisons
| Niveau             | Nombre de saisons |
| ------------------ | ----------------- |
| Primera División   | 8                 |
| Segunda División   | 17                |
| Segunda División B | 6                 |
| Tercera División   | 2                 |

## Joueurs et personnalités du club

### Entraîneurs
- 1989-1990 : Pepe Navarro
- 1990 : Amador Andrés Capel
- 1990 : Antonio Belmonte
- 1990-1991 : Pepe Navarro
- 1991-1992 : Antonio Oviedo
- 1992-1993 : Pepe Cayuela
- 1993 : Pedro Buenaventura
- 1993-1994 : Rogelio Palomo
- 1994-1995 : José Enrique Díaz
- 1995-1996 : Pepe Cayuela
- 1996 : Quique Hernández
- 1996 : Pepe Cayuela
- 1996 : Gonzalo Hurtado
- 1996-1997 : Uli Stielike
- 1997 : Pedro Braojos
- 1997-1998 : José Ángel Moreno
- 1998 : Pepe Navarro
- 1998-1999 : Lucas Alcaraz
- 1999 : Floro Garrido
- 1999 : Ramón Blanco
- 1999-2000 : José María Salmerón
- 2000-2003 : Juan Martínez Casuco
- 2003-2004 : Luis Ángel Duque
- 2004 : Alfonso González
- 2004-2005 : Fernando Castro Santos
- 2005 : Alfonso González
- 2005 : Fabriciano González
- 2005-2006 : Paco Flores
- 2006-2008 : Unai Emery
- 2008 : Gonzalo Arconada
- 2008-2009 : Hugo Sánchez
- déc.2009-nov.2010 : Juanma Lillo
- nov.2010-avr.2011 : José Luis Oltra
- avr.2011-2011 : Roberto Olabe
- 2011 : Luis Zulbeldia
- juil. 2011-2012 : Lucas Alcaraz
- 2012-2013 : Javi Gracia
- juil. 2013-déc. 2014 : Francisco
- déc. 2014-avr. 2015 : Juan Ignacio Martínez
- avr. 2015-oct. 2015 : Sergi Barjuan
- oct. 2015-oct. 2015 : Miguel Rivera Mora
- oct. 2015-déc. 2015 : Joan Carrillo
- déc. 2015-2016 : Néstor Gorosito
- 2016-fév. 2017 : Fernando Soriano
- fév. 2017-mar. 2017 : Fran Fernández
- mar. 2017-nov. 2017 : Luis Miguel Ramis
- nov. 2017-avr. 2018 : Lucas Alcaraz
- avr. 2018-avr. 2021 : Fran Fernández
- juil. 2019-août. 2019 : Óscar Fernández
- août 2019-nov. 2019 : Pedro Emanuel
- nov. 2019-juin 2020 : Guti
- juin 2020-juil. 2020 : Mário Silva
- juil. 2020-avr. 2021 : José Gomes
- avr. 2021-juin 2023 : Rubi
- juil. 2023-sept. 2023 : Vicente Moreno
- sept. 2023-oct. 2023 : Alberto Lasarte
- oct. 2023-mars 2024 : Gaizka Garitano
- mars 2024-juin 2024 : Pepe Mel
- depuis juillet 2024 : Rubi

### Effectif professionnel actuel
Le premier tableau liste l'effectif professionnel de l'UD Almería pour la saison 2024-2025. Le second recense les prêts effectués par le club lors de cette même saison.
En grisé, les sélections de joueurs internationaux chez les jeunes mais n'ayant jamais été appelés aux échelons supérieurs une fois l'âge-limite dépassé ou les joueurs ayant pris leur retraite internationale.

### Joueurs emblématiques
- Esteban
- Manuel Ruiz (es)
- Francisco
- Roberto Peragón
- José Ortiz
- Álvaro Negredo
- Carlos García
- Bruno
- David Cobeño
- Albert Crusat
- Fernando Soriano
- Miguel Angel Corona
- Iago Falqué
- Marcos Tébar
- Suso
- Toni Lima
- Roberto Nanni
- Pablo Piatti
- Alfonso Troisi
- Sofiane Feghouli
- Marcelinho Paulista
- Paulo Jamelli
- Diego Alves
- Iriney
- Charles
- Mate Bilić
- Ivica Barbarić
- Jean-Louis Valois
- Nicolas Sahnoun
- Stéphane Pignol
- Emmanuel Dorado
- Ferenc Horváth
- Ranko Popović
- Sander Westerveld
- Kalu Uche
- Miguel Ángel Benítez
- Aldo Adorno
- Diego Barreto
- Santiago Acasiete
- Miguel Rebosio
- Constantin Gâlcă
- Miodrag Anđelković
- Veljko Paunović
- Ricardo
- Marcelo Silva